# Dikava
Dikava (en serbe cyrillique : Дикава) est un village de Serbie situé dans la municipalité de Surdulica, district de Pčinja. Au recensement de 2011, il comptait 68 habitants.

## Démographie
| 1948 | 1953 | 1961 | 1971 | 1981 | 1991 | 2002 | 2011 |
| ---- | ---- | ---- | ---- | ---- | ---- | ---- | ---- |
| 474  | 483  | 487  | 397  | 386  | 214  | 142  | 68   |

|  |